# HOLIDAYS (木村カエラの曲)
「HOLIDAYS」（ホリデイズ）は、木村カエラの23枚目のシングル。2017年5月10日にリリースされた。

## 解説
前作から約1年半ぶりとなるシングル。表題曲の「HOLIDAYS」はJRA（日本中央競馬会）のCMソングとなっている。
カップリング曲には、自身の中学時代の恩師である音楽教師率いる中学生合唱団が参加した「僕たちのうた」の混声3部合唱バージョンと、東京・Billboard Live TOKYOで行われたアコースティックライブ「MTV Unplugged: Kaela Kimura」で披露されたNo Doubt「Just A Girl」のカバーが収められる。
初回生産限定盤（CD+DVD）、完全生産限定盤（CD＋グッズ）、通常盤（CDのみ）の三形態で販売され、初回生産限定盤には表題曲「HOLIDAYS」のミュージック・ビデオと2017年の『DIAMOND TOUR』のドキュメンタリー・フィルムを収録したDVDが付属し、完全生産限定盤には900mm×600mmのレジャーシートが梱包される。
「HOLIDAYS」のミュージック・ビデオは「STARs」以来2度目のコラボレーションとなる映像作家の須藤カンジが監督を務め、振り付けはダンスグループ・遠藤時代のえんどぅが担当。またカエラのリクエストにより、映像全編にはドイツのクリエイターであるアントニー・ツディスコがCGで作成したモンスターも登場する。内容はReebok CLASSICのアイテムに身を包んだ2人のカエラがエアロビクスをするというものとなっている。
アルバムのジャケット写真と生産限定盤のレジャーシートの絵柄は、いずれもゲームソフト「パラッパラッパー」のイラストで知られるアメリカのイラストレーター、ロドニー・グリーンブラットによる描き下ろしとなっている。
過去には、福岡ソフトバンクホークスの柳田悠岐選手が登場曲として使用していた。

## 収録曲

### Disc1
| #  | タイトル                                                  | 作詞                        | 作曲                        | 編曲     | 時間 |
| -- | --------------------------------------------------------- | --------------------------- | --------------------------- | -------- | ---- |
| 1. | 「HOLIDAYS」                                              | kaela                       | AxSxE                       |          | 4:16 |
| 2. | 「僕たちのうた (混声3部合唱ver.)」                        | kaela                       | H ZETT M                    | 萩森英明 | 4:14 |
| 3. | 「Just A Girl (Live at MTV Unplugged)」(No Doubtのカバー) | Thomas Dumont, Gwen Stefani | Thomas Dumont, Gwen Stefani |          | 3:48 |
| 4. | 「HOLIDAYS (Instrumental)」                               | kaela                       | AxSxE                       |          | 4:12 |

### Disc2
| #  | タイトル                            | 作詞 | 作曲・編曲 | 時間  |
| -- | ----------------------------------- | ---- | ---------- | ----- |
| 1. | 「HOLIDAYS」(Music Video)           |      |            | 4:14  |
| 2. | 「"DIAMOND TOUR" Documentary Film」 |      |            | 11:30 |